# EPR (ядерный реактор)

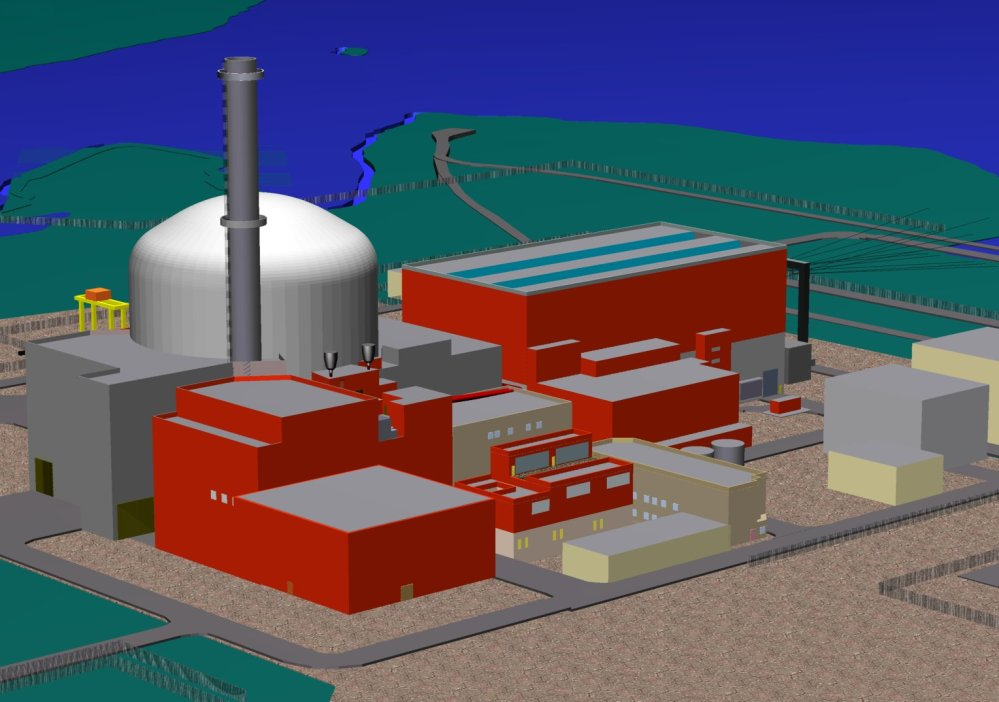
Отрисовка общего вида электростанции с реактором EPR

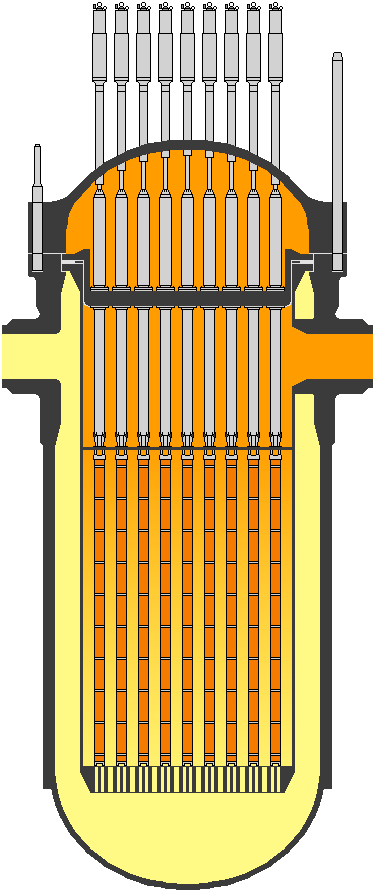
Структура реактора EPR в разрезе

EPR — тип водо-водяного ядерного реактора поколения 3+. Спроектирован и разработан в 2001—17 гг. французскими компаниями Areva NP (в то время подразделение компании Areva S.A.), Électricité de France (EDF) и германской компанией Siemens. Первоначально, эта конструкция реактора называлась European Pressurised Reactor (Европейский герметизированный реактор), позже получила новую расшифровку аббревиатуры — Evolutionary Power Reactor (Развитой энергетический реактор).
Строительство первых двух реакторов типа EPR началось 2005 году на АЭС Олкилуото в Финляндии (в эксплуатации с марта 2022 г., однако сталкивается с техническими трудностями) и в 2007 году на французской АЭС Фламанвиль (в связи с возникшими техническими трудностями до сих пор находится в стадии строительства, планируемый срок сдачи в эксплуатацию — 2023 г.).
Кроме того, имеется два действующих реактора типа EPR на китайской АЭС Tайшань (начало строительства — 2009 и 2010 годы, коммерческая эксплуатация — декабрь 2018 и сентябрь 2019 года). 

Два реактора EPR с декабря 2018 года строятся на АЭС Хинкли-Пойнт в Великобритании, планируемый срок завершения — 2026 год.
Компания EDF признала наличие серьёзных трудностей при создании конструкции EPR. В сентябре 2015 года она объявила о начале работ над проектом реактора «Новая модель», строительство которого будет проще и дешевле.

## Конструкция

### Первый проект EPR
Основными задачами проектирования реакторов EPR третьего поколения являются повышение безопасности при одновременном обеспечении повышенной экономической конкурентоспособности за счёт усовершенствований предыдущих конструкций водо-водяных реакторов и увеличения их выходной электрической мощности около 1650 МВт при тепловой мощности 4500 МВт. В реакторе может использоваться топливо из оксида урана с обогащением 5 %, топливо из переработанного урана или 100 % MOX-топливо (смесь оксидов урана и плутония).
EPR является эволюционным потомком реакторов N4 фирмы Framatome и «Konvoi» разработки Siemens Power Generation Division («Сименс» прекратил свою ядерную деятельность в 2011 году).
EPR был разработан для более эффективного использования урана, чем реакторы поколения II — он тратит на выработку 1 киловатт-часа электроэнергии на 17 % меньше урана, чем в старых реакторах.
Разработка реактора прошла через несколько этапов. Концептуальный проект 1994 года имел выходную электрическую мощность 1450 МВт, такую же, как у Framatome N4, но с использованием приборов Siemens Konvoi и новой системой безопасности с ловушкой расплава. В 1995 году возникли опасения по поводу чрезмерной стоимости одного МВт, и в проекте 2007 года мощность была увеличена до 1800 МВт, хотя затем в окончательном сертифицированном варианте она уменьшилась до 1650 МВт.
В конструкции EPR предусмотрено несколько активных и пассивных мер предотвращения аварийных ситуаций:
- Четыре независимых системы аварийного охлаждения, каждая из которых обеспечивает необходимый отвод остаточного тепла в течение 1-3 лет после остановки реактора[15];
- Герметичная защитная оболочка вокруг реактора;
- Дополнительный контейнер и зона охлаждения, если расплавленной активной зоне удаётся выйти за пределы реактора (см. герметичная оболочка и ловушка расплава);
- Двухслойная бетонная стена общей толщиной 2,6 м, которая выдерживает падение самолётов и внутреннее избыточное давление.

Расчётная максимальная частота повреждения активной зоны составляет 6,1×10−7 на станцию в год.
EPR имеет единственную паровую турбину, способную использовать весь произведённый пар.

#### Технические характеристики
| Характеристика                        | EPR-1750           |
| ------------------------------------- | ------------------ |
| Тепловая мощность реактора, МВт       | 4590               |
| К. п. д. (нетто), %                   | 36                 |
| Давление пара перед турбиной, атм     | 77,2               |
| Давление в первом контуре, атм        | 155                |
| Температура воды, °C:                 |                    |
| на входе в реактор                    | 295,2              |
| на выходе из реактора                 | 320                |
| Диаметр активной зоны, м              |                    |
| Высота активной зоны, м               | 4,2                |
| Диаметр топливного стержня, мм        | 9,5                |
| Число топливных стержней в кассете    | 265                |
| Число кассет                          | 241                |
| Вид топлива                           | 235U, МОКС-топливо |
| Загрузка урана, т                     |                    |
| Среднее обогащение урана, %           | 4,95               |
| Среднее выгорание топлива, МВт-сут/кг | 55-65              |

### «Новая модель»
В 2013 году EDF признала трудности, с которыми она столкнулась при проектировании EPR, и её руководитель производства и инжиниринга Эрве Машено заявил, что компания утратила своё доминирующее положение на международном рынке в области проектирования и строительства атомных электростанций. Было объявлено, что EDF рассматривает возможность проектирования двух новых реакторов меньшей мощности — 1500 и 1000 МВт. Машено также заявил, что требуется анализ того, как улучшить конструкцию EPR, чтобы снизить его цену и включить постфукусимские требования безопасности.
В сентябре 2015 года генеральный директор EDF Жан-Бернар Леви заявил, что более простая в производстве конструкция EPR «Новая модель» или «EPR-2» будет готова к 2020 году.
В 2016 году он описал новый реактор как обладающий теми же характеристиками, что и сегодняшний EPR, но более дешёвый и оптимизированный по времени строительства".
В 2016 году EDF планировала построить к 2030 году во Франции два реактора EPR новой модели, чтобы подготовиться к обновлению парка старых реакторов. Однако, из-за финансовых трудностей в Areva и её слияния с EDF, министр экологии Франции Николя Юло заявил в январе 2018 года, что «на данный момент создание новой модели EPR не является ни приоритетом, ни планом. В настоящее время приоритетом является развитие возобновляемых источников энергии и сокращение доли ядерной энергетики».
План правительства по развитию промышленности на 2019—2022 годы включает работу над «новой версией EPR».
В июле 2019 года французское агентство по ядерной безопасности Autorité de sûreté nucléaire (ASN) выпустило заключение о безопасности эскизного проекта EPR 2. Было обнаружено, что общая безопасность в целом удовлетворительна, хотя были определены области для дальнейшего изучения. Наиболее заметным упрощением является однослойная защитная оболочка в отличие от двойной в первоначальном проекте. ASN подчеркнула, что исходное допущение при проектировании EPR о том, что трубопроводы первичного и вторичного контура охлаждения не могут выйти из строя, больше не подходит для EPR-2 и требует дополнительных демонстраций безопасности.
В 2020 году министр энергетики Элизабет Борн объявила, что правительство не примет решение о строительстве каких-либо новых реакторов до тех пор, пока не будет запущен реактор Фламанвиль 3, строительство которого ввиду возникших технических трудностей продолжалось уже 13 лет.
EDF оценила стоимость строительства шести реакторов EPR-2 в 46 млрд евро. Счётная палата пришла к выводу, что EDF больше не может самостоятельно финансировать EPR-2, поэтому необходимо решить вопросы с финансированием и рентабельностью. Аудиторское бюро потребовало, чтобы EDF обеспечила финансирование и прибыльность EPR 2, прежде чем строить какой-либо объект во Франции.

## Эксплуатируемые реакторы EPR
По определению Международного агентства по атомной энергии, реактор считается «действующим» или «эксплуатируемым» с момента его первого подключения к сети до его окончательного останова.

### Тайшань 1 и 2 (Китай)
В 2006 году Areva приняла участие в первом тендере на строительство шести новых ядерных реакторов в Китае вместе с принадлежащими Toshiba Westinghouse Electric и российским Атомстройэкспортом. Westinghouse выиграла контракт на строительство четырёх реакторов AP1000 своей разработки, отчасти из-за отказа Areva передать Китаю технологии строительства станции. 
В феврале 2007 года, несмотря на прежние условия сделки, Areva удалось заключить контракт на сумму около 8 млрд евро ($ 10,5 млрд) на строительство двух реакторов EPR для АЭС Тайшань в южнокитайской провинции Гуандун. Генеральным подрядчиком и оператором выступила группа компаний China General Nuclear Power Group (CGN).
Строительство первого реактора в Тайшане официально началось 18 ноября 2009 г., а второго — 15 апреля 2010 г. На строительство каждого блока отводилось 46 месяцев, значительно меньше, чем на первые два EPR в Финляндии и Франции.
Корпус высокого давления первого реактора был установлен в июне 2012 г. а второго — в ноябре 2014 г. Первый корпус был поставлен японской компанией Mitsubishi Heavy Industries, а парогенераторы — французской компанией Areva. Второй корпус и связанные с ним парогенераторы были произведены в Китае компаниями Dongfang Electric и Shanghai Electric.
Сообщалось, что в 2014 году строительство велось с опозданием более чем на два года, в основном из-за задержек с ключевыми компонентами и проблем с управлением проектом.
1 февраля 2016 года на энергоблоке Тайшань-1 были проведены функциональные испытания в холодном состоянии, запуск ожидался в первой половине 2017 года. Тайшань-2 планировалось запустить позже в том же году, однако в феврале 2017 сроки ввода в эксплуатацию были перенесены на шесть месяцев, а коммерческая эксплуатация планировалась во второй половине 2017 года и первой половине 2018 года.
В декабре 2017 года СМИ Гонконга сообщили, что один из компонентов энергоблока треснул во время тестирования и требует замены. В январе 2018 года ввод в эксплуатацию был снова перенесён, коммерческая эксплуатация ожидалась в 2018 и 2019 годах.
1 июня 2018 года на реакторе Тайшань-1 впервые осуществлена цепная реакция. В декабре 2018 года он был введён в коммерческую эксплуатацию. Тайшань-2 достиг этих показателей в мае и сентябре 2019 года.
Проект Тайшань возглавляет совместное предприятие Taishan Nuclear Power Joint Venture Co. (TNPJVC), основанное CGN (51 % акций), EDF (30 %) и китайской энергетической компанией Guangdong Energy Group (19 %), также известной как Юэдян.
Компании, занимающиеся поставкой оборудования для Тайшань-1, включают французскую Framatome, производившую парогенераторы и компенсаторы давления, и китайскую Dongfang Electric Corp. (DEC), которая изготовила турбину Arabelle, установленную в машинном отделении. Турбина была разработана и лицензирована General Electric. Другие поставщики оборудования для блока 1 включают японскую Mitsubishi (корпус реактора); чешскую SKODA (внутреннее оборудование) и французскую Jeumont Electric, которая вместе с DEC поставила главные циркуляционные насосы.
14 апреля 2020 года Framatome подписала долгосрочный сервисный контракт с Taishan Nuclear Power Joint Venture Company Limited (TNPJVC) для поддержки работы двух EPR на Тайшаньской атомной электростанции в Китае. Этот контракт покрывает простои АЭС и работы по техническому обслуживанию, включая поставку запасных частей и инженерные услуги в течение восьми лет.

### Олкилуото 3 (Финляндия)
Строительство энергоблока Олкилуото-3 в Финляндии началось в августе 2005 года, планируемый энергоблок должен был иметь электрическую мощность 1600 МВт.
Работы вело Areva NP (дочерняя компания французской Areva и немецкой Siemens AG), заказчиком выступал финский оператор TVO.
Первоначальная смета расходов составляла около 3,7 млрд евро, но с тех пор сумма несколько раз увеличивалась и в 2012 г. превысила 8 млрд евро.
В конце июня 2007 года сообщалось, что Центр радиационной безопасности Финляндии (STUK) обнаружил ряд связанных с безопасностью конструктивных и производственных «недостатков». 

Первоначально, проект предполагал пуск реактора в 2009 году и запуск энергоблока в коммерческую эксплуатацию в 2010, но впоследствии сроки неоднократно переносились и физический пуск реактора состоялся 21 декабря 2021 г., промышленная эксплуатация началась весной 2022 году (из-за проблем с турбиной перенесена на декабрь 2022). Коммерческая эксплуатация третьего энергоблока началась 16 апреля 2023 года.

## Строящиеся реакторы EPR

### Фламанвиль 3 (Франция)
6 декабря 2007 г. был залит первый бетон в фундамент демонстрационного реактора EPR на АЭС Фламанвиль. Это будет третий реактор на АЭС Фламанвиль и второй экземпляр строящегося реактора EPR. Электрическая мощность составит 1630 МВт.
Планировалось, что в проект будет вложено около 3,3 млрд евро, но оценка затрат на 2019 г. составляет 12,4 млрд евро. Пьер Московичи, председатель Счётной палаты, 9 июля 2020 года выступил с заявлением в связи с публикацией отчёта о ситуации на строительстве Flamanville 3 — отчёт Счётной палаты показывает, что стоимость может составить 19,1 миллиарда евро с учётом дополнительных расходов, связанных с задержкой строительства.
В апреле 2008 года французское управление по ядерной безопасности (Autorité de sûreté nucléaire, ASN) сообщило, что четверть проверенных сварных швов вторичной защитной оболочки не соответствуют нормам и что в бетонном основании были обнаружены трещины. В августе 2010 года ASN сообщил о дальнейших проблемах со сваркой вторичной защитной оболочки. В том же месяце EDF объявила, что расходы увеличились на 50 % до 5 млрд евро, а ввод в эксплуатацию откладывается примерно на два года до 2014 года. В апреле 2015 года Areva сообщила ASN, что в стали корпуса реактора были обнаружены аномалии, которые привели к «более низким, чем ожидалось, значениям механической ударной вязкости». В апреле 2016 года ASN объявила, что в стали реактора были обнаружены дефекты; Areva и EDF ответили, что проведут дополнительные испытания, хотя строительные работы будут продолжены.
В июле 2018 г. обнаруженные отклонения в качестве сварки привели к дальнейшему пересмотру графика, загрузка топлива была отложена до конца 2019 года, а смета расходов увеличена с 10,5 до 10,9 млрд евро. В июне 2019 года регулирующий орган ASN постановил, что восемь дефектных сварных швов в паропроводах, проходящих через двухстенную защитную оболочку, которые EDF надеялись отремонтировать после запуска энергоблока, необходимо отремонтировать до ввода реактора в эксплуатацию; в октябре EDF объявила, что из-за этой проблемы расходы вырастут до 12,4 млрд евро, загрузка топлива будет отложена до конца 2022 года, а промышленная выработка электроэнергии начнётся не раньше 2023 года.
В декабре 2022 года было объявила о новой отсрочке ввода блока в эксплуатацию. По новому графику начало эксплуатации перенесено на первый квартал 2024 года, а конечная стоимость строительства вырастет до 13,2 миллиарда евро. Причиной переноса названа необходимость ряда дополнительных работ, которые оказались сложнее, чем считалось изначально.

### Hinkley Point C (Великобритания)
EPR прошёл оценку конструкции Управлением по ядерному регулированию, наряду с AP1000 от Westinghouse; всего планировалось построить 4 новых реактора.
В 2009 году EDF приобрела британскую компанию British Energy.
19 марта 2013 года было дано согласие на планирование строительства атомной электростанции «Hinkley Point C».
21 октября 2013 EDF Energy объявила о достижении договорённости относительно строительства атомной станции.
Окончательное одобрение правительства было дано в сентябре 2016 года. 
Строительство начато в декабре 2018 года; намечено начать генерацию не ранее 2029 года (ранее планировалось на 2026). Стоимость строительства двух блоков составит около 25 млрд долларов.

## Планируемые реакторы EPR

### Франция
В июле 2008 года президент Франции объявил, что из-за высоких цен на нефть и газ во Франции будет построен второй рактор типа EPR. 

В 2009 году в качестве площадки для строительства была выбрана АЭС Пенли, а начало строительства запланировано на 2012 год.
Однако в 2011 году после аварии на АЭС «Фукусима» EDF отложила консультации с общественностью.
В феврале 2013 года министр промышленного обновления Арно Монтебург заявил об отмене строительства реактора в Пенли, сославшись на огромные инвестиции в возобновляемые источники энергии, при этом выразив уверенность, что EPR будет конкурентоспособен на международном рынке.
Позднее, в 2019 году, планы строительства новых реакторов во Франции были возобновлены. Среди возможных площадок для установки двух реакторов EPR рассматривались АЭС Пенли и АЭС Гравлин.
В октябре 2019 года газета Le Monde сообщила, что французское правительство направило EDF «служебное письмо», в котором просило компанию подготовиться к строительству в общей сложности шести реакторов EPR на трёх площадках в следующие 15 лет. Решение правительства о строительстве новых реакторов ожидается не раньше 2022 года.

### Великобритания
Два блока EPR на АЭС Сайзвел в графстве Суффолк находятся на ранних стадиях планирования. В мае 2020 года EDF Energy подала заявку на получение разрешения на разработку. В случае реализации проекта ожидается, что производство электроэнергии начнётся не раньше 2031 года.
Ещё два блока EPR были предложены для строительства на АЭС Moorside близ Селлафилда в графстве Камбрия, в качестве части будущего центра чистой энергии, который также будет включать малые модульные реакторы, электростанции на возобновляемой энергии, производство водорода и технологии аккумулирования электроэнергии.

### Индия
В феврале 2009 года Корпорация ядерной энергии Индии (NPCIL) подписала меморандум о взаимопонимании с Areva по установке двух реакторов EPR на АЭС Джайтапур в штате Махараштра. За этим в декабре 2010 года последовало рамочное соглашение.
В январе 2016 года во время государственного визита президента Франции Франсуа Олланда в Индию было опубликовано совместное заявление с премьер-министром Индии Нарендрой Моди, согласно которому лидеры двух стран «согласовали дорожную карту сотрудничества, чтобы ускорить обсуждение проекта Джайтапур».
10 марта 2018 года между EDF и NPCIL было подписано Соглашение о перспективах промышленного развития с целью проведения тендера на шесть реакторов.
В апреле 2021 года EDF представила NPCIL предложение о строительстве шести реакторов EPR на площадке Джайтапур с общей установленной мощностью 9,6 ГВт.

## Отменённые проекты

### Канада
EPR рассматривался в качестве двух (возможное расширение до четырёх) дополнительных реакторов АЭС Дарлингтон в Онтарио, Канада. Однако заявка Areva не соответствовала условиям тендера, которые требовали учитывать различные непредвиденные обстоятельства в процессе эксплуатации. В конечном итоге проект был заброшен, поскольку единственная заявка от канадской компании AECL предполагала стоимость строительства более 10 долларов за Вт тепловой мощности.
С июня 2010 года рассматривался вариант установки EPR в Нью-Брансуике для замены тяжеловодного канадского реактора CANDU 6. Однако после выборов, состоявшихся два месяца спустя, к этому плану больше не возвращались.

### Чехия
В октябре 2012 года CEZ объявила, что Areva исключена из тендера на строительство двух реакторов для АЭС Темелин, поскольку не выполнила юридических требований тендера. В апреле 2014 года CEZ отменила тендер из-за низких цен на электроэнергию и отказа правительства поддерживать минимальную гарантированную цену.

### Финляндия
В 2010 году финский парламент принял решение разрешить строительство двух новых реакторов. И TVO, и Fennovoima рассматривали EPR. В декабре 2013 года Fennovoima объявила, что она предпочла российский реактор ВВЭР.

### Италия
24 февраля 2009 года Италия и Франция договорились изучить возможность строительства в Италии 4 новых атомных электростанций. 3 августа 2009 года EDF и Enel создали совместное предприятие Sviluppo Nucleare Italia для изучения возможности строительства как минимум четырёх EPR.
Однако на референдуме 2011 года, вскоре после аварии на Фукусиме, итальянцы проголосовали за отмену новых правил, разрешающих использование ядерной энергии в Италии. Отмена законов вступает в силу, когда более 50 % избирателей примут участие в голосовании и большинство проголосуют «за». Реально в референдуме приняли участие 55 % действительных избирателей, и 94 % проголосовали за отмену новых правил.

### Объединённые Арабские Эмираты
В марте 2008 года президент Франции Николя Саркози достиг соглашения с кабинетом министров ОАЭ, в котором «изложены рамки сотрудничества для оценки и возможного использования ядерной энергии в мирных целях». Это соглашение не было контрактом на строительство EPR какой-либо из французских ядерных компаний, Total SA, Suez или Areva.
В мае 2009 года президент США Барак Обама подписал с ОАЭаналогичное соглашение. Оно также не предполагало подисания контрактов на реакторы и не давало гарантий, что американские компании получат их.
В декабре 2009 года Объединённые Арабские Эмираты отклонили заявки США и Франции и заключили контракт на строительство четырёх реакторов APR-1400 с южнокорейской группой, включая Korea Electric Power Corporation, Hyundai Engineering and Construction, Samsung и Doosan Heavy Industries.
Потеряв этот заказ, Areva начала прорабатывать вариант экспортных поставок более простых реакторов второго поколения для стран, которые только начали заниматься ядерной энергетикой. По состоянию на 2011 год Areva и Mitsubishi Heavy Industries предлагают реакторы электрической мощностью 1100 МВт ATMEA1 поколения III.

### США
US-EPR, версия EPR, представленная регулирующему органу США, является на американском рынке конкурентом реакторам следующего поколения — AP1000 и ESBWR. В феврале 2015 года Areva попросила приостановить процесс рассмотрения заявки на сертификацию конструкции в Комиссии по ядерному регулированию США (NRC). Заявка находился на рассмотрении в ожидании окончательного утверждения проекта и сертификацию с 14 декабря 2007 года. UniStar, Amarillo Power, PPL Corp и AmerenUE объявили о планах подать в 2008 году заявку на получение комбинированной лицензии на строительство и эксплуатацию US-EPR на своей станции Callaway. В июле 2007 года UniStar подала частичную заявку на строительство третьего блока на АЭС Калверт-Клифс в Мэриленде. Однако впоследствии оба предложения были отменены.
В апреле 2009 года AmerenUE приостановило планы строительства своего реактора. В июле 2010 года Constellation Energy Group сократила расходы на UniStar для атомной электростанции Calvert Cliffs из-за неопределённости в отношении гарантии по кредиту от Министерства энергетики США и впоследствии вышла из проекта. В октябре 2008 года Areva объявила, что будет сотрудничать с американской оборонной фирмой Northrop Grumman для создания компании стоимостью 380 млн долл. по изготовлению модулей и сборок для реакторов EPR и US-EPR на верфи Northrop Grumman в Ньюпорт-Ньюс, шт. Вирджинии. Проект был приостановлен на неопределённый срок в мае 2011 года.